# Chastity (nome)
Chastity  è un nome proprio di persona inglese femminile.

## Varianti
- Femminili: Chasity[1][3]

## Origine e diffusione

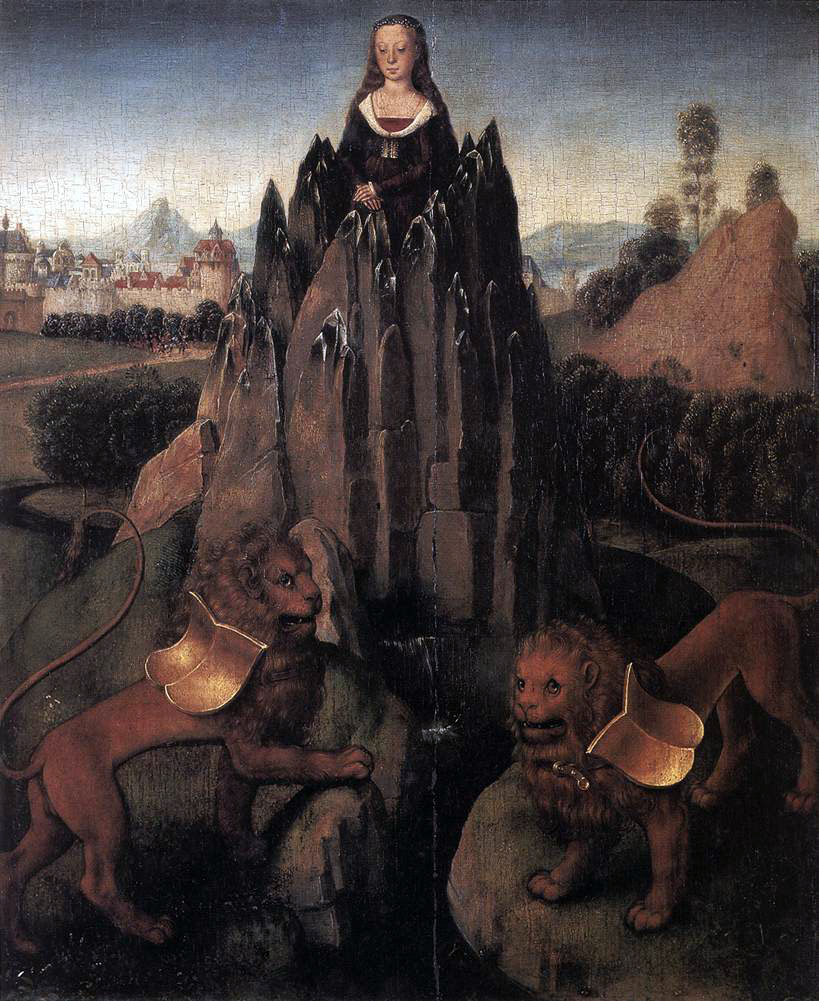
Allegoria della castità di Hans Memling

Riprende il termine inglese chastity, che vuol dire "castità", "purezza sessuale" o anche "modestia", "virtuosità"; questo vocabolo, giunto in inglese tramite il francese antico chastete ha la stessa origine del suo corrispettivo italiano, derivando dal latino castitatem, da castus ("tagliato", "separato", e quindi "puro" poiché "separato dalle colpe"); etimologicamente è quindi legato al nome Casto.
L'uso di questo termine come nome proprio prima del XX secolo è estremamente raro, anche tra i Puritani. Esso fece la sua vera e propria comparsa nell'onomastica inglese negli anni 1970, dopo che Cher e Sonny Bono battezzarono così la loro figlia nata nel 1969 (ora Chaz Bono, a seguito della transizione).

## Onomastico
L'onomastico può essere festeggiato il 1º novembre, festa di Ognissanti, non essendovi sante con questo nome che è quindi adespota.

## Persone
- Chastity Lynn, attrice pornografica statunitense
- Chastity Reed, cestista statunitense

### Variante Chasity
- Chasity Melvin, cestista e allenatrice di pallacanestro statunitense